# Östgötateatern
Östgötateatern är Sveriges största regionteater med scener både i Norrköping och i Linköping samt turnerande föreställningar. Repertoaren består av svensk och utländsk dramatik, nyskrivna verk och klassiker. Teatern är också känd för sina musikaler. Bland teaterns största uppsättningar kan nämnas Sound of Music, Familjen Addams, Cabaret, La Cage Aux Folles, My Fair Lady och Jekyll & Hyde – the musical. På senare år har Östgötateatern haft Europapremiär på  Familjen Addams & Beetlejuice, Nordenpremiär på Come From Away och Skandinavisk premiär på musikalen Amélie.
I Östgötateaterns uppdrag ligger att utveckla scenkonsten genom nyskapande produktioner som speglar samhället och som lockar både vana teaterbesökare och nya publikgrupper. Teatern arbetar för att stärka den svenska musikalscenen och vara en tydlig plats för cirkusens utveckling i Norden.
Östgötateatern har fullt utrustade verkstäder för tillverkning av scenografi och rekvisita, egen kostymateljé, perukmakeri och färgeri samt ett stort kostymförråd och rekvisitalager. Östgötateatern samarbetar med såväl skolor och andra institutioner som med fria teatergrupper. Teatern har även ett omfattande samarbete på riksnivå, med gästspel och turnéer.
Teaterchef sedan 2018 är Nils Poletti. Teatern har en fast ensemble med bland andra Sven Angleflod, Stina von Sydow, Jesper Barkselius och Marika Strand, men gästas även av en lång rad skådespelare och scenkonstnärer utifrån.
Till Östgötateatern hör också ung scen/öst, vars uppdrag är barn- och ungdomsteater.

## Historik
Östgötateaterns hus i Norrköping, Stora teatern, invigdes den 24 februari 1908 och är byggd i jugendstil. På fasaden står devisen Förkunna seklers sorg – Förkunna seklers glädje. Linköpings teaterhus invigdes 1903 och är något mindre än Norrköpings teaterhus. Båda teaterhusen är ritade av Axel Anderberg.
Östgötateatern har sitt ursprung i Stadsteatern Norrköping-Linköping, som bildades redan 1947. Teatern firade därmed sitt 50-årsjubileum år 1997. Formellt sett bildades Stiftelsen Östergötlands länsteater 1981 och tog över den tidigare verksamheten.
Sedan 1 januari 2016 ingår Östgötateatern tillsammans med Norrköpings symfoniorkester i det samlade offentliga Scenkonst Öst AB (tidigare Scenkonstbolaget i Östergötland AB). Ägare är Region Östergötland, Norrköpings kommun och Linköpings kommun.
Många kända namn har gästspelat på Östgötateatern genom åren bland andra Ingmar Bergman, Mona Seilitz, Christina Schollin,  Ernst-Hugo Järegård, Max von Sydow, Sven Wollter, Bertil Norström, Margreth Weivers, Thorsten Flinck, Nils Poppe, Annalisa Ericson, Olof Thunberg, Karl Dyall, Eva Rydberg, Petra Nielsen, Rikard Wolff och Anders Ekborg.

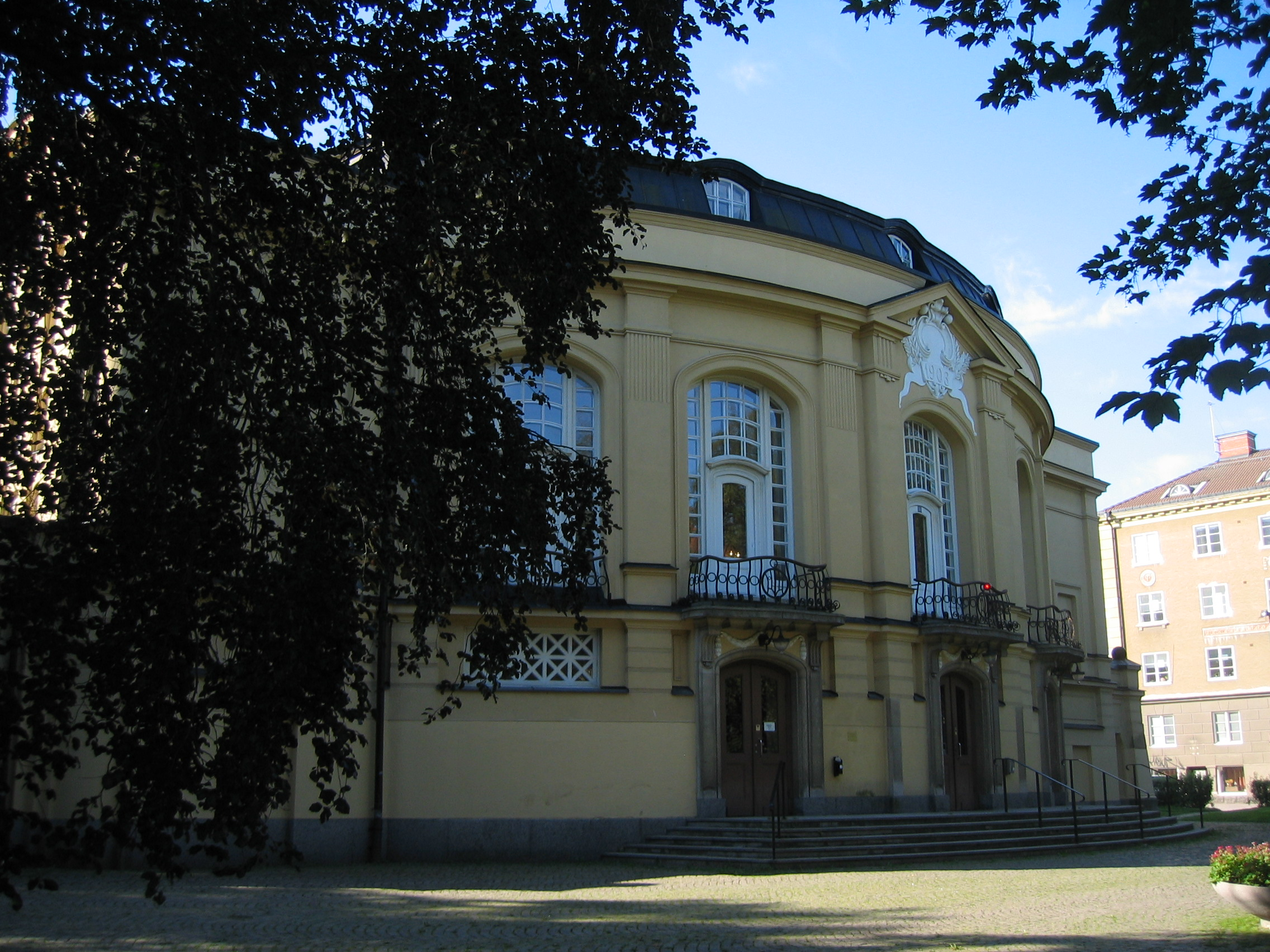
Stora teatern i Linköping.
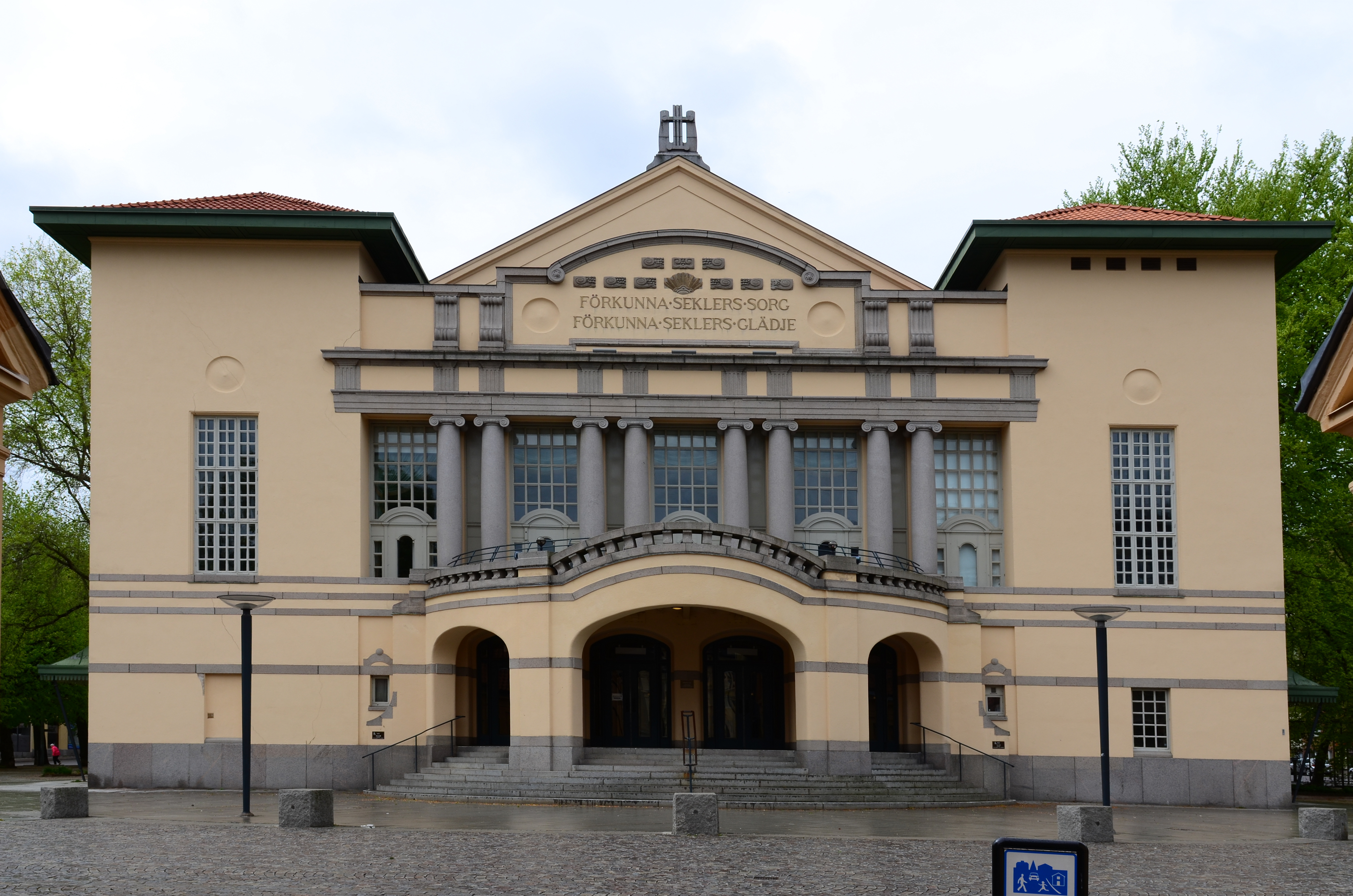
Stora teatern i Norrköping.
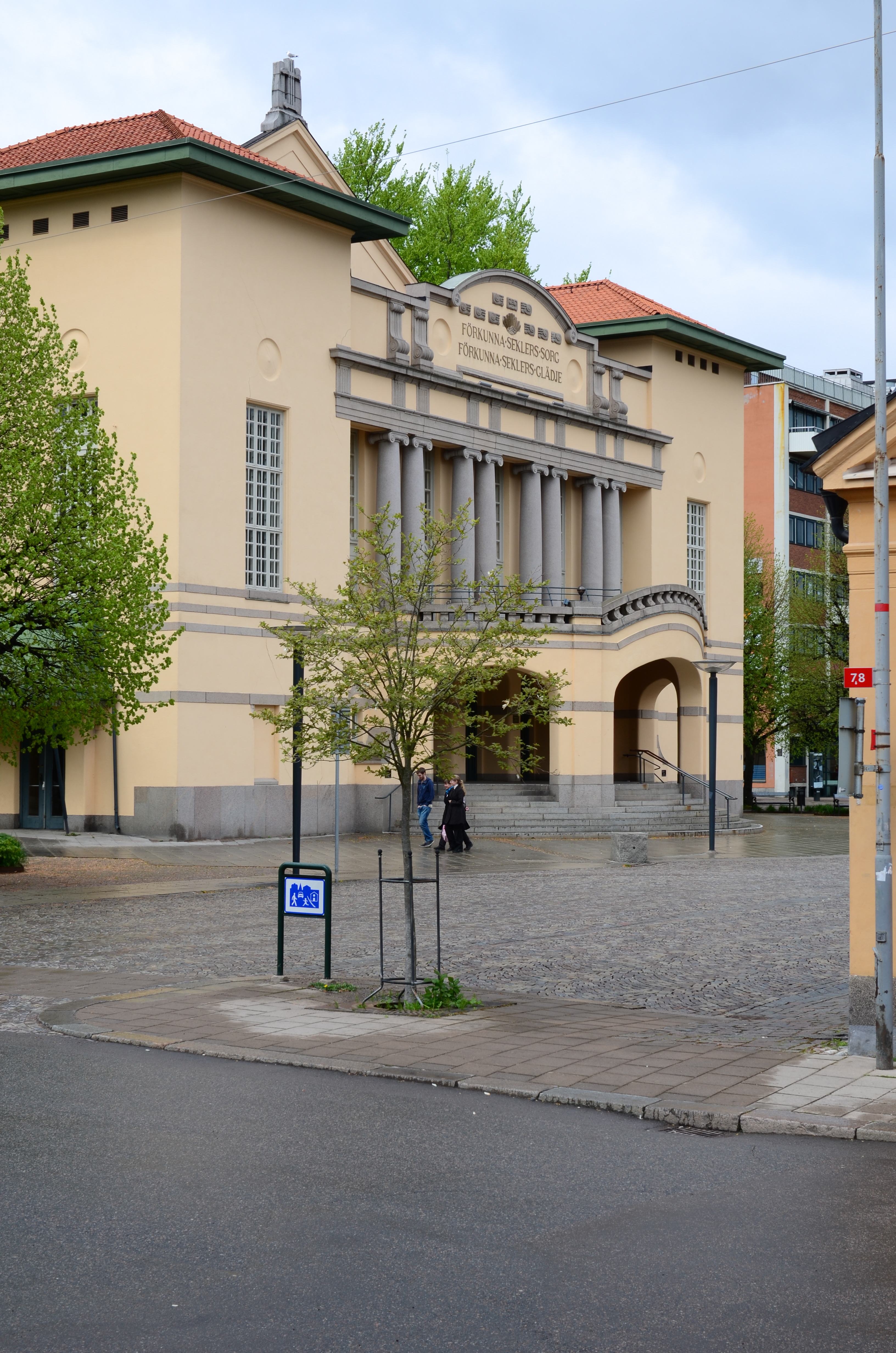
Stora teatern i Norrköping, vy från sidan.

## Östgötabaletten
Åren 1971–1996 var danskompaniet Östgötabaletten knutet till teatern. Det var Sveriges första danskompani knuten till en institutionsteater utanför landets tre storstadsregioner.[källa behövs] Baletten bestod av fyra dansare under det första året, men växte efterhand.[källa behövs] Gruppen bildades av den danske dansaren Svend Bunch och den holländske Peter-Paul Zwartjes (efterträdda av Mats Isaksson och Kjell Nilsson) och gjorde cirka 100 uppsättningar under åren.[källa behövs] Två tredjedelar av uppsättningarna var originalverk skapade direkt för kompaniet, ofta av kända koreografer som Birgit Cullberg, Mats Ek, Jiri Kylian, Cristina Caprioli och Vlado Juras, eller de konstnärliga ledarna. Stor vikt lades på produktioner för barn- och ungdomspublik.[källa behövs] 1996 lades baletten ned på grund av minskade kommunala anslag till teatern.

## Teaterchefer
- Johan Falck 1947–1953
- John Zacharias 1953–1978
- Gun Jönsson 1978–1980
- Lars Gerhard Norberg tillförordnad 1981
- Lars-Erik Liedholm 1981–1985
- Georg Malvius 1985–1988
- Hans Bergström 1988–1992
- Lenny Carlsson tillförordnad 1993–1993
- Claes Peter Hellwig 1993–1995
- Lars Wallin tillförordnad 1995–1995
- Olle Johansson tillförordnad 1995–1997
- Barbro Smeds 1997–1997
- Johan Celander 1997–2018
- Nils Poletti 2018–

## VD
- Tomas Ärlemalm 1995–1998
- Lenny Carlsson 1998–2009
- Johan Celander 2009–2015
- Pia Kronqvist 2016–2023[6][7]
- Staffan Rydén (Tillförordnad) 2023-2024
- Monica Fredriksson Tal 2024 -